# Juan Carlos Pérez Navas
Juan Carlos Pérez Navas, né le 18 février 1965, est un homme politique espagnol membre du Parti socialiste ouvrier espagnol (PSOE).

## Biographie

### Vie privée
Il est marié et père d'une fille et deux fils.

### Activités politiques
Il est élu conseiller municipal d'Almería en 1999 et est premier adjoint au maire de 1999 à 2003.
Le 20 novembre 2011, il est élu sénateur pour Almería au Sénat et réélu en 2015, 2016 et avril 2019. Il échoue à conserver son siège lors du scrutin de novembre 2019. En juin 2020, il intègre le conseil d'administration de la chaine publique régionale Radio y Televisión de Andalucía (RTVA), sur proposition du groupe socialiste au Parlement de la communauté autonome et en remplacement d'Antonio Martínez Rodríguez devenu sénateur.